# Spilococcus mamillariae
Spilococcus mamillariae är en insektsart som först beskrevs av Bouche 1844.  Spilococcus mamillariae ingår i släktet Spilococcus och familjen ullsköldlöss. Inga underarter finns listade i Catalogue of Life.